# Kanton Montmédy
Montmédy is een kanton van het Franse departement Meuse. Het kanton maakt deel uit van het arrondissement Verdun.

## Geschiedenis
Tot 1659 behoorde dit gebied tot de Luxemburgse streek de Gaume. Bij de Vrede van de Pyreneeën droeg Spanje dit gebied over aan Frankrijk.
Door toepassing van het decreet van 17 februari 2014, werd op 22 maart 2015 het aangrenzende kanton Damvillers opgeheven en zijn de gemeenten toegevoegd aan het kanton Montmédy. Hiermee steeg het aantal gemeentes van 25 naar 45.

## Gemeenten
Het kanton Montmédy omvat de volgende gemeenten:
- Avioth
- Azannes-et-Soumazannes
- Bazeilles-sur-Othain
- Brandeville
- Bréhéville
- Breux
- Chaumont-devant-Damvillers
- Chauvency-le-Château
- Chauvency-Saint-Hubert
- Damvillers
- Delut
- Dombras
- Écouviez
- Écurey-en-Verdunois
- Étraye
- Flassigny
- Gremilly
- Han-lès-Juvigny
- Iré-le-Sec
- Jametz
- Lissey
- Juvigny-sur-Loison
- Louppy-sur-Loison
- Marville
- Merles-sur-Loison
- Moirey-Flabas-Crépion
- Montmédy
- Quincy-Landzécourt
- Peuvillers
- Remoiville
- Réville-aux-Bois
- Romagne-sous-les-Côtes
- Rupt-sur-Othain
- Thonne-la-Long
- Thonne-les-Près
- Thonne-le-Thil
- Thonnelle
- Velosnes
- Verneuil-Grand
- Verneuil-Petit
- Vigneul-sous-Montmédy
- Villécloye
- Ville-devant-Chaumont
- Vittarville
- Wavrille